# Nicolas Fouquet
Nicolas Fouquet, markýz de Belle-Île, vikomt de Vaux Melun (27. ledna 1615, Paříž, Francie – 23. března 1680, Pignerol, Itálie) byl francouzský ministr a vrchní intendant financí v letech 1653 až 1661, za vlády Ludvíka XIV. V roce 1661 byl na králův rozkaz zatčen poté, co ztratil pro svou extravaganci jeho přízeň. Dožil ve vězení v italské pevnosti Pinerolo (tj. Pignerol), kam byli uvrhováni prominentní francouzští vězni.

## Mládí a politika
Fouquet se narodil ve vlivné rodině, chodil do jezuitské školy a po jejím dokončení si na živobytí vydělával jako advokát ve službách parlamentu. Dále se živil různými úřednickými pracemi, v roce 1636 například koupil poštu Maître des requętes. V letech 1642 do 1650 držel různé důležité úřady v provinciích a po tomto období poprvé zasáhl do politiky. V roce 1650 si koupil úřad generálního prokurátora. Byl loajální vůči prvnímu ministru Francie, kardinálu Mazarinovi, který jej za to jmenoval ministrem financí.
Fouquet ovšem ve funkci až příliš často zaměňoval státní pokladnu za svou vlastní. Začal zpronevěřovat peníze a hromadil jmění, které časem pravděpodobně předčilo i majetek hrabivého kardinála. Mazarin si byl velmi dobře vědom toho, jaké pořádky Fouquet nastolil, proto jej ve funkci svého osobního finančního poradce nechal nahradit Jeanem-Baptistem Colbertem.

## Markýz na Belle-Isle-en-Mer a vikomt z Vaux Melun

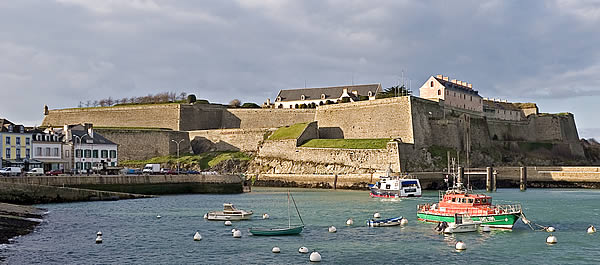
Fouquetovo opevnění ostrova Belle-Isle en Mer

Fouquet jevil veliké ambice. Toužil po smrti kardinála Mazarina zaujmout místo prvního ministra, což by se mu snad i bývalo povedlo, nebýt takového soka, jakého měl v Colbertovi. Je důležité podotknout, že proslul svou extravagancí, která nakonec způsobila i jeho pád. Nádherným jejím příkladem nám může být jeho zámek Vaux-le-Vicomte, který vybudoval i z popudu mnohých významných umělců (jako byl například malíř Charles Le Brun, spisovatel Jean de La Fontaine nebo dramatik Molière), jimž byl mecenášem.

Rodový erb (Blason famille Fouquet).

Za zmínku stojí také jeho opevňovací práce na ostrově Belle-Isle-en-Mer, který si koupil.

## Fouquetův pád
V roce 1661 zemřel kardinál Mazarin. Jedna z posledních věcí, kterou učinil, bylo doporučení Colberta jako správce financí králi Ludvíku XIV. Colbert se velice zasloužil o vzkříšení francouzské ekonomiky, téměř zničené kardinálovou hrabivostí a velkými výdaji na vedení válek. Nepodařilo by se mu to ovšem, kdyby nesvrhl Fouqueta z jeho pozice.
Využil proti němu jeho praktik, jak se obohatit na králových prostředcích. Colbert předložil králi důkazy o Fouquetových podvodech ve chvíli, kdy se Fouquet sám zničil. Jeho extravagance jej totiž přiměla k tomu, aby krále Ludvíka pozval na oslavu do již zmiňovaného velkolepého zámku ve Vaux.
Po slavnosti začal Ludvík XIV. na Fouqueta žárlit, že má mnohem hezčí sídlo než on. Fouquet byl o několik týdnů později zatčen kapitánem královských mušketýrů Charlesem de Batz-Castelmore, hrabětem d'Artagnanem a odsouzen za zpronevěření státních financí na doživotí. Král poté začal budovat zámek ve Versailles, přičemž drtivá většina věcí byla původně z Fouquetova zámku. Fouquet byl v mnoha vězeních, naposledy zakotvil v italském Pignerolu, kde nakonec také zemřel.

## Fouquet jako Muž se železnou maskou
Ač se dodnes vedou spory o tom, zda existoval muž se železnou maskou, tajemný vězeň z doby Ludvíka XIV., je Fouquet mezi adepty na odhalení jeho totožnosti i přesto, že se datace jeho úmrtí neshoduje s Voltairovými tvrzeními. Je dost možné, že na spojování Fouqueta a tajemného neznámého má také nepřímou zásluhu Alexandre Dumas starší, který o Fouquetovi vypráví ve svých Třech mušketýrech (v části Tři mušketýři ještě po deseti letech).

## Externí odkazy

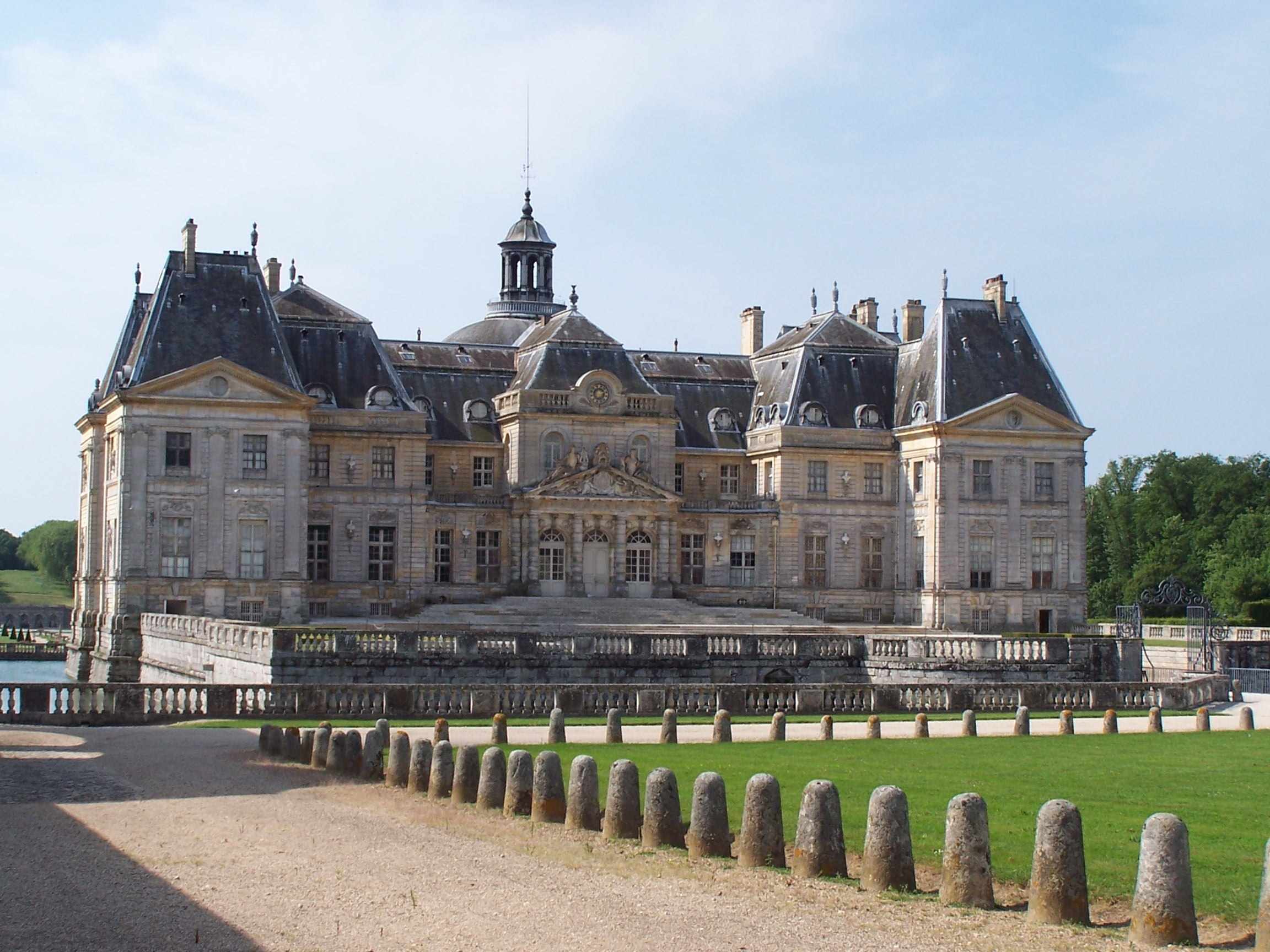
Fouquetův zámek ve Vaux